# قزاقستان تمیر ژولی
قزاقستان تمیر ژولی (قزاقی: Qazaqstan Temir Joly) شرکت ترابری قزاقستانی است، که در سال ۱۹۹۷ تأسیس شد.